# Sawm
En el islam, el sawm (en árabe: صوم, "ayuno") es la práctica de abstenerse de comer, beber, fumar, tener relaciones sexuales, y cualquier cosa que sustituya la comida y la bebida. Durante el mes sagrado del Ramadán, el sawm se observa entre el amanecer y el anochecer, cuando se suena el adhan de la salat Magrib. El Ramadán es el noveno mes del calendario lunar musulmán y el ayuno es un requisito para los musulmanes ya que es el cuarto de los cinco pilares del Islam.
El sawm es principalmente un ejercicio de devoción para renunciar voluntariamente, por un período de tiempo definido, a todos los apetitos corporales para formar disciplina espiritual y autocontrol. A los musulmanes se les prohíbe comer o beber desde el amanecer (faŷr) hasta el anochecer (magrib) cuando suena el adhan. Se considera tiempo de comenzar el ayuno cuando una persona que está afuera puede distinguir un hilo blanco de un hilo negro, es decir, la luz del amanecer y la oscuridad de la noche.

## En el Corán
En el Corán se menciona la práctica del ayuno. En el versículo 2:183, el Corán expresa situaciones en las que a un musulmán se le permite abstenerse de ayunar e introduce soluciones alternativas como alimentar a las personas necesitadas. Además, en el versículo 2:183–185 se enfatiza que no es necesario que las personas que están de viaje o enfermas ayunen, y se puede posponer hasta "otro número igual de días". Según el versículo 5:95, entre otras cosas, el ayuno puede utilizarse para compensar ciertos pecados, como sacrificar un animal durante un estado de ihram.

¡Creyentes!; Se os ha prescrito el ayuno, al igual que se prescribió a los que os precedieron. Quizás, así, temáis a Alá.

Días contados. Y quien de vosotros esté enfermo o de viaje, un número igual de días. Y los que, pudiendo, no ayunen podrán redimirse dando de comer a un pobre. Y, si uno hace el bien espontáneamente, tanto mejor para él. Pero os conviene más ayunar. Si supierais...
Es el mes de ramadán, en que fue revelado el Corán como dirección para los hombres y como pruebas claras de la Dirección y del Criterio. Y quien de vosotros esté presente ese mes, que ayune en él. Y quien esté enfermo o de viaje, un número igual de días. Alá quiere hacéroslo fácil y no difícil. ¡Completad el número señalado
de días y ensalzad a Alá por haberos dirigido! Quizás, así seáis
agradecidos.
Cuando Mis siervos te pregunten por Mí, estoy cerca y respondo a la oración de quien invoca cuando Me invoca. ¡Que Me escuchen y crean en Mí! Quizás, así, sean bien dirigidos.

Durante el mes del ayuno os es lícito por la noche uniros con vuestras mujeres: son vestidura para vosotros y vosotros lo sois para ellas. Alá sabe que os engañabais a vosotros mismos. Se ha vuelto a vosotros y os ha perdonado. Ahora, pues, yaced con ellas y buscad lo que Alá os ha prescrito. Comed y bebed hasta que, a la alborada, se distinga un hilo blanco de un hilo negro. Luego, observad un ayuno riguroso hasta la caída de la noche. Y no las toquéis mientras estéis de retiro en la mezquita. Éstas son las leyes de Alá, no os acerquéis a ellas. Así explica Alá Sus aleyas a los hombres. Quizás, así, Le teman.
Corán 2:183-187

Llevad a cabo la peregrinación mayor y la menor por Alá. Pero, si os veis impedidos, ofreced una víctima conforme a vuestros medios. No os afeitéis la cabeza hasta que la víctima llegue al lugar del sacrificio. Si uno de vosotros está enfermo o tiene una dolencia en la cabeza, puede redimirse ayunando, dando limosna u ofreciendo un sacrificio. Cuando estéis en seguridad, quien aproveche para hacer la peregrinación menor, mientras llega el tiempo de la mayor, que ofrezca una víctima según sus posibilidades. Pero, si no encuentra qué ofrecer, deberá ayunar tres días durante la peregrinación mayor y siete a su regreso, esto es, diez completos. Esto atañe a aquél cuya familia no reside en las cercanías de la Mezquita Sagrada. ¡Temed a Alá! ¡Sabed que Alá es severo en castigar!
Corán 2:196

¡Creyentes! No matéis la caza mientras estéis sacralizados. Si uno de vosotros la mata deliberadamente, ofrecerá como víctima a la Caaba, en compensación, una res de su rebaño, equivalente a la caza que mató -a juicio de dos personas justas de entre vosotros-, o bien expiará dando de comer a los pobres o ayunando algo equivalente, para que guste la gravedad de su conducta. Alá perdona lo pasado, pero Alá se vengará del reincidente. Alá es poderoso, vengador.
Corán 5:95

Aquéllos de vosotros que repudian a sus mujeres mediante la fórmula: «¡Eres para mí como la espalda de mi madre!»... Ellas no son sus madres. Sólo son sus madres las que les han dado a luz. Dicen, ciertamente, algo reprobable y erróneo. Pero Alá es, sí, perdonador, indulgente.

Quienes repudian a sus mujeres mediante la fórmula: «¡Eres para mí como la espalda de mi madre!» y la repiten, deben, antes de cohabitar de nuevo, manumitir a un esclavo. Se os exhorta a ello. Alá está bien informado de lo que hacéis.

Quien no pueda hacerlo, deberá ayunar durante dos meses consecutivos antes de cohabitar de nuevo. Quien no pueda, deberá alimentar a sesenta pobres. Para que creáis en Alá y en Su Enviado. Éstas son las leyes de Alá. Los infieles tendrán un castigo doloroso.
Corán 58:2-4

## Condiciones

### Intención (niyyah)
La intención (niyyah) significa decidir ayunar. Es esencial tener la intención la noche anterior, noche tras noche, en Ramadán. Para ayunar, es necesario tener la intención de ayunar.